# Olympia (film 1938)
Olympia è un film del 1938 diretto da Leni Riefenstahl che documenta i Giochi olimpici di Berlino 1936. Il film, primo documentario mai girato su un'Olimpiade, è diviso in due parti: Olympia - Festa di popoli (in tedesco Olympia: Fest der Völker), lunga 123 minuti, e Olympia - Festa di bellezza (Olympia Fest der Schönheit), lunga 94 minuti. Nel documentario furono utilizzate molte tecniche cinematografiche innovative per l'epoca che successivamente sarebbero diventate standard del cinema: dalle novità sugli angoli delle inquadrature ai primi piani estremi, ai binari nello stadio per fotografare la folla. La tecnica utilizzata è unanimemente ammirata dai critici, anche se sul film sono sorte ovvie controversie per quanto riguarda il contenuto politico.

## Contenuti

In questo fotogramma del film è catturato il momento in cui Jesse Owens sta per effettuare il salto in lungo

Il documentario, commissionato dal Comitato Olimpico Internazionale, segue passo dopo passo le Olimpiadi che si tennero a Berlino dal 1° al 16 agosto del 1936. Tutte le gare vengono seguite dalla cerimonia della torcia venuta dalla Grecia alle gare ginniche. Fra i frammenti ripresi dalla Riefenstahl immagini di massa del pubblico e delle personalità che hanno preso parte all'evento sportivo, tra cui Adolf Hitler che apre ufficialmente i giochi e il principe Umberto di Savoia che saluta la squadra (italiana).

## Controversie

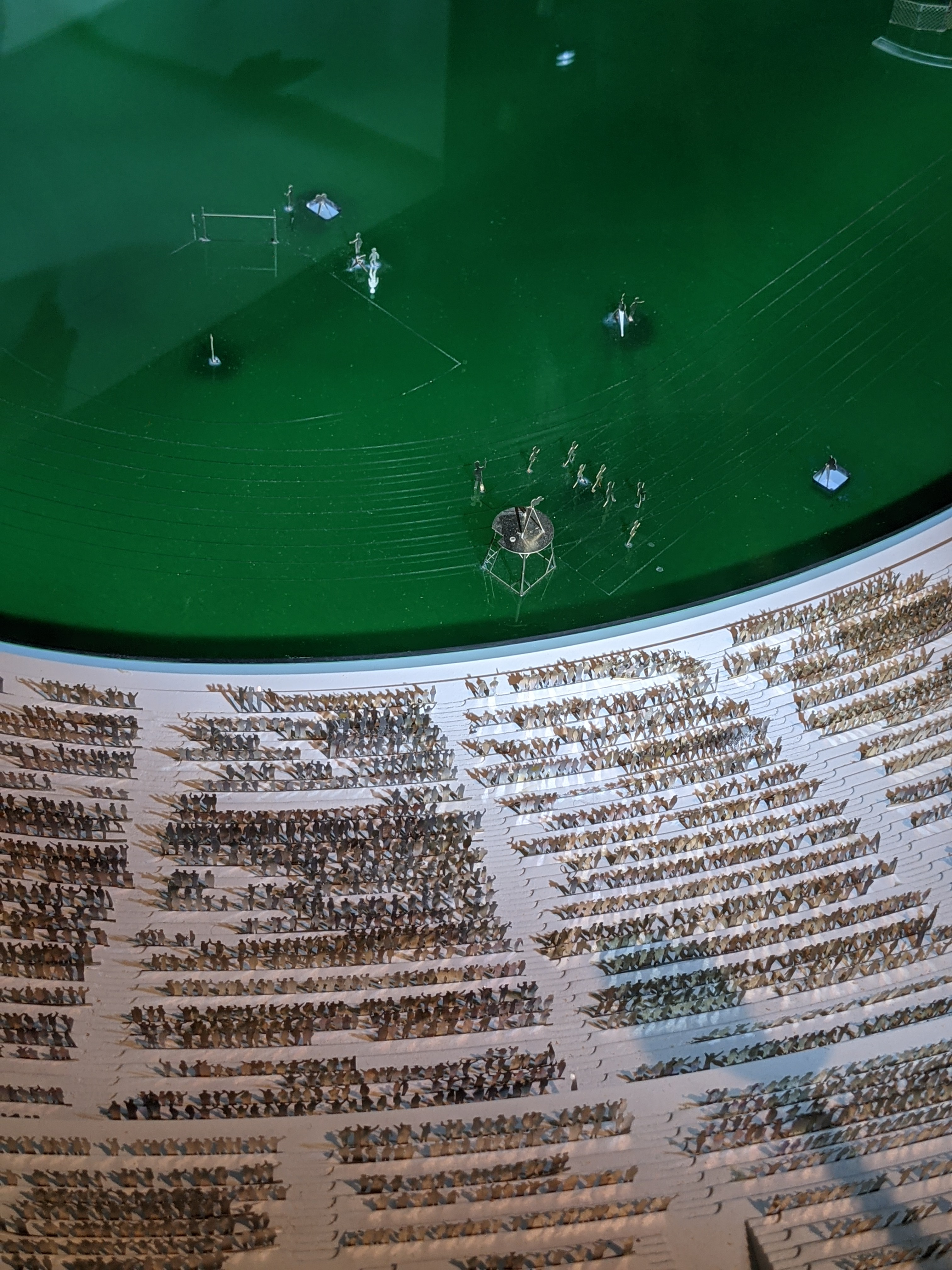
Modellino dello Stadio Olimpico con l'attrezzatura cinematografica utilizzata sul set del film. Museo del cinema e della televisione, Deutsche Kinemathek, Berlino.

I Giochi olimpici del 1936 sono stati definiti le "Olimpiadi di Hitler", poiché il regime nazionalsocialista sfruttò la manifestazione per magnificare il Terzo Reich.
Per quanto il legame della Riefenstahl con Hitler e con altre figure di alto rango del regime sia ben documentato, secondo quanto dichiarò la stessa Riefenstahl il governo nazista non riuscì a influenzare la realizzazione del film, nonostante il costante controllo da parte del ministro della propaganda nazista Joseph Goebbels. Alcuni hanno anche interpretato come un velato dissenso il fatto che nel film sia presentata la sconfitta della squadra tedesca contro l'India nella finale dell'hockey; nel film però sono presenti tutti i vincitori non-ariani e sono particolarmente note le immagini che mostrano le vittorie di Jesse Owens (peraltro omettendo di riprendere le reazioni di Hitler) e pare che tutto questo in realtà fosse sostanzialmente in linea con la richiesta di Goebbels di cercare di dare un'immagine generale di "apertura mentale del governo nazista".
Ad ogni modo, per la bellezza delle riprese e del montaggio e per le tecniche impiegate, molte delle quali per la prima volta, Olympia è considerato uno dei film più innovativi nella storia del cinema e il capostipite di un nuovo genere.

## Successo e influenza
Olympia pose le basi per i futuri film che documentano le Olimpiadi, e in particolare quelle estive. La cerimonia della torcia olimpica, oggi considerata un'antica tradizione, fu concepita per la prima volta proprio a Berlino su un progetto che la Riefenstahl elaborò per conto del gerarca nazista.
Nel 1938 fu presentato alla Mostra di Venezia, dove ottenne un buon successo e il premio, la "Coppa Mussolini". Le pressioni infruttuose che la regista tedesca subì da parte del Ministro della propaganda e l'amicizia di Leni Riefenstahl con il Führer, sono ben rappresentate nel film Race - Il colore della vittoria.
Alcune scene di Olympia sono state usate dalla band tedesca Rammstein nel video di Stripped, cover dell'omonima canzone dei Depeche Mode. 
Nel 2005 la rivista Time ha inserito Olympia fra i 100 film più belli degli ultimi 80 anni.

## Riconoscimenti
- Mostra del cinema di Venezia
  - Coppa Mussolini per il miglior film, ex aequo con Luciano Serra pilota